# Cumbres Borrascosas (1976)
Cumbres Borrascosas é uma telenovela venezuelana exibida em 1976 pela Venevisión.

## Elenco
- José Bardina- Heathcliff
- Elluz Peraza- Catalina
- América Alonso- María
- Martín Lantigua- Enrique
- Eduardo Serrano- Edgardo
- Mary Soliani- Isabel
- Caridad Canelón- Cathy
- Raúl Xiquez- José
- Eva Blanco- Nelly
- Humberto García- Lockwood
- Ivonne Attas
- Henry Galué- Hareton